# Premier concile bouddhique

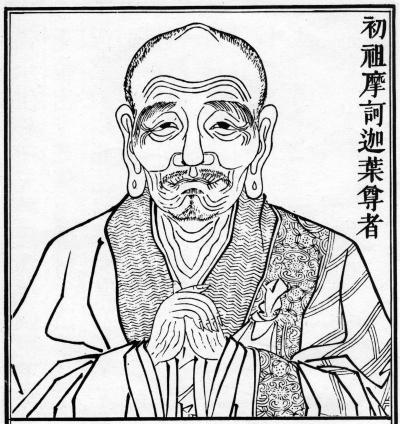
Mahakashyapa, président du premier concile bouddhique selon la tradition — portrait par xylographie chinoise.

Le premier concile bouddhique aurait eu lieu au Ve siècle av. J.-C., trois mois après la mort du Bouddha, avec pour objectif de pérenniser les règles et la doctrine instaurées par lui. Rassemblant 500, 1 000 ou 3 000 bhikkhus, il fut convoqué à Rajagriha (actuelle Rajgir), dans le royaume de Magadha, par le roi Ajatasatru. Le lieu exact est selon les sources la Grotte de Sattapaṇṇi, la Grotte des Kshatrya, le Rocher de Pippala ou Gridhrakûta. Mahakasyapa, premier patriarche, présida ce concile.

## Informations historiques
La réalité historique de ce concile, comme celle des deux suivants, a été mise en doute dès le XIXe siècle. Néanmoins, il est vraisemblable que les bouddhistes furent rapidement confrontés à des dissensions internes concernant les pratiques et la doctrine. Les sources le mentionnant sont essentiellement en pali et en chinois, ces dernières étant traduites du sanscrit, à l’exception des témoignages de Faxian et Xuanzang. Les conciles étant relatés avec pour objectif principal de mettre en évidence la légitimité du groupe auteur du texte, il existe des divergences entre les sources. Les disputes concernant les règles monastiques (vinaya) semblent avoir été au départ prépondérantes, avant d’être supplantées par les divergences doctrinales.
Selon certains, c’est lors de ce concile qu’aurait été couché par écrit le Tipitaka, les « trois corbeilles ». Néanmoins les sources pali contiennent également une autre version datant du Ier siècle av. J.-C. (concile de Tambapanni) la rédaction du canon. 
Composition du Tipitaka :
- le Vinaya pitaka, qui regroupe les règles monastiques ;
- le Sutta pitaka, qui regroupe les discours attribués au Bouddha ;
- l' Abhidhamma pitaka, une somme importante de commentaires.

Selon l'approche bouddhique, Ananda restitua de tête le Sutta pitaka, et Upali énonça le Vinaya pitaka. Quant à l'Abhidhamma, il n’est pas mentionné par toutes les sources et son inclusion dans le canon pourrait avoir été tardive. Selon certains il fut restitué par Mahakashyapa, mais d’autres sources citent Ananda. Les différentes sources ne s’entendent pas non plus sur le contenu du Vinaya et du Sutta.
Une tradition indienne rapportée par Xuanzang et Jizang, disciple de Paramartha (500-569), fait remonter au premier concile la division entre sthaviravadin et mahasanghika, mais sans schisme. Selon cette version, deux conciles concurrents auraient eu lieu. Xuanzang prétend que le concile de Rajagriha, présidé par Sthavirakashyapa, était celui des sthaviravadin et aurait abouti à la rédaction du Sthaviranikaya, alors que le Tipitaka (accompagné du Samyukta et du Dharani), serait le fruit du concile parallèle tenu par la mahasanghika. Paramartha exprime une opinion similaire, attribuant la présidence de l’assemblée des 500 sthaviravadin à Maha-kashyapa et de celle des 10 000 mahasanghikas à Bashpa, l’un des cinq premiers disciples du Bouddha.

## Légendes du concile
Subhadra se serait réjoui à la mort du Bouddha du fait qu’il ne soit plus là pour ennuyer les moines avec ses observations, et que ceux-ci puissent vivre désormais comme bon leur chantait. Maha-kashyapa comprit alors l’urgence de fixer les règles.
Pour garantir la validité du concile, Maha-kashyapa ne voulait pas admettre Ananda qui n’avait pas encore atteint l’état d’arahant et dont la conduite, selon certaines sources, n’était pas irréprochable. Néanmoins, nombreux étaient ceux qui ne concevaient pas le concile sans sa présence. Des légendes proposent différentes versions de la façon dont l’illumination d’Ananda fut « accélérée » pour lui permettre de ne pas manquer le concile.
Ananda révéla que le Bouddha lui avait confié que certaines règles pourraient être ultérieurement abandonnées, mais qu’il avait négligé de lui demander précisément lesquelles, ce pour quoi il fut réprimandé, tout comme pour sa proposition d’inclure des femmes dans le sangha.
Selon des sources en majorité mahayana, les arahants partis vivre dans les cieux après leur illumination furent convoqués au concile, en particulier Gavampati. Ayant appris la mort du Bouddha, ils déclarèrent ne pas vouloir revenir sur une terre dont le maître était absent. Maha-kashyapa décida donc de ne pas requérir leur présence, et ordonna aux moines encore non illuminés de s’abstenir d’entrer dans le nirvana avant la complétion du concile.

### Source de l'article
- (en) Le premier concile dans les sources chinoises par T. Suzuki